# Dom Ciesielczyków w Poznaniu
Dom Ciesielczyków – okazały dom wiejski, zlokalizowany w Poznaniu na terenie dawnej, w większości bamberskiej wsi Rataje, przy ul. Rataje, na południe od Osiedla Piastowskiego, w jednostce obszarowej SIM Osiedle Piastowskie.
Dom Ciesielczyków jest przykładem wybujałej architektury realizowanej przez bardzo zamożnych rolników, zamieszkujących wsie podpoznańskie, z których duża część miała korzenie bamberskie. Dziś na terenie miasta zachowało się bardzo niewiele takich budynków, a Dom Ciesielczyków należy do najbardziej okazałych. Architektura obiektu nawiązuje do dworów wielkopolskiego ziemiaństwa. Cztery kolumny wspierają portyk wybudowany w wielkim porządku.
Rodzina Ciesielczyków prowadziła cegielnię, której pozostałości znajdują się przy budynku.